# 囲碁フォーカス
囲碁フォーカス（いごフォーカス）は、NHK教育テレビジョン（Eテレ）が囲碁の時間の囲碁講座に囲碁情報を付け足し、リニューアルする形で2012年4月に放送を開始した囲碁情報番組である。

## 概要
日曜正午から12:30までの放送である。ただし、高校野球中継開催時には時間変更あり。NHKワールド・プレミアムでは1週遅れで日曜日3:30 - 4:00に放送される（3:00からの「将棋フォーカス」終了後に続けて放送される）。2014年度から金曜日に再放送枠が組まれる。
元々あった「囲碁講座」と「囲碁・将棋フォーカス」の囲碁情報（2011年度は将棋と隔週交互）を統合したものである。初心者向けの囲碁の基本を学ぶ「講座」を中心に、各地で行われる囲碁のイベント、囲碁棋戦の最新情報、また囲碁の一流棋士へのインタビューで構成する。
2018年度までは進行ならびに講座の聞き手にタレントを起用し、1年単位でテーマが統一して囲碁の上達を目指す形であった。2019年度からは聞き手に女流棋士を起用し、「囲碁の時間」時代に近い立ち位置となった。2021年は途中から2018年度以来3年ぶりに聞き手としてタレントを起用したが、2022年度からは2019・2020年度と同じ形式に戻った。

## 年度テーマ・出演者
ナレーターは2022年度まで伊藤裕一郎（「将棋フォーカス」と兼務）、2023年度からは武田華が担当。ナレーターは本番組に登場するキャラクター（伊藤は「Mr.天元」、武田は「コモクちゃん」）の声も務めており、視聴者からの投稿紹介や番組内容の紹介、次週予告、エンディングの締めも行うなど、全体の総合司会的な役割も務めている。2024年度は講座パートにもコモクちゃんが生徒的な立場で参加する。

### 2025年度
- 進行・聞き手：徐文燕（日本棋院二段）
- 講師
  - 吉原由香里（日本棋院六段、2025年4月 - 9月）

### 2024年度
- 進行・聞き手：徐文燕（日本棋院二段）
- 講師
  - 柳澤理志（日本棋院六段、2024年4月 - 9月）
  - 三谷哲也（日本棋院八段、2024年10月 - 2025年3月）

### 2023年度
- 進行・聞き手：安田明夏（日本棋院初段）
- 講師
  - 鶴山淳志（日本棋院八段、2023年4月 - 同年9月）
  - 瀬戸大樹（関西棋院八段、同年10月 - 2024年3月）

### 2022年度
- 進行・聞き手：安田明夏（日本棋院初段）
- 講師
  - 鈴木伸二（日本棋院七段、2022年4月 - 同年9月）
  - 林漢傑（日本棋院八段、同年10月 - 2023年3月）

### 2021年度
- 進行・聞き手：下島陽平（2021年4月 - 同年7月）、照井春佳（2021年8月 - 2022年3月）
- 講師
  - 上野愛咲美（日本棋院四段・女流棋聖、2021年4月 - 同年7月）
  - 下島陽平（日本棋院八段、2021年8月 - 同年11月） ※上野が講師を務めた4月 - 7月は聞き手役として出演していたが、講座の助手的な立ち位置となっており、上野に代わって大盤の操作も担当していたほか、ナレーターからは「先生」の敬称付きで呼ばれていた。
  - 大西竜平（日本棋院七段、2021年12月 - 2022年3月）
- 黒嘉嘉のGOビギナーズ：黒嘉嘉（台湾棋院七段、2021年4月 - 9月19日） ※前年度中期以降から引き続き、最終出演まで母国の仮設セットでの収録を継続していた。

### 2020年度
- 進行・聞き手：稲葉かりん（関西棋院初段） ※新型コロナウイルス感染対策のため、2020年5月31日から6月21日まで、スタジオ出演を休演（6月14日・21日は講座パートを除いて電話出演）。
- 講師
  - 平田智也（日本棋院七段、2020年4月 - 同年9月） ※稲葉が休演している間は単独で出演し、進行も兼務。
  - 鶴山淳志（日本棋院八段、同年10月 - 2021年3月）
- 黒嘉嘉の美しい形：黒嘉嘉（台湾棋院七段） ※新型コロナウイルスの影響により、8月23日からは台湾の仮設セットでの収録となった。
- 囲碁川柳・なぞかけ&創作四字熟語：桂歌助

### 2019年度
- 進行・聞き手：稲葉かりん（関西棋院初段）
- 講師
  - 円田秀樹（日本棋院九段、2019年4月 - 同年9月）
  - 釼持丈（日本棋院八段、同年10月 - 2020年3月）
- 囲碁川柳・なぞかけ&創作四字熟語：桂歌助

### 2018年度
- 年間テーマ：「初段へのスタート」
- 進行・聞き手：ダイアナ・ガーネット
- 講師
  - 泉谷英雄（日本棋院八段、2018年4月 - 同年9月）
  - マイケル・レドモンド（日本棋院九段、同年10月 - 2019年3月）
- 囲碁川柳・なぞかけ&創作四字熟語：春風亭華柳

### 2017年度
- 年間テーマ：「初段へのスタート」
- 進行・聞き手：ダイアナ・ガーネット
- 講師
  - 小山竜吾（日本棋院六段、2017年4月 - 同年9月）
  - 安藤和繁（日本棋院五段、同年10月 - 2018年3月）
- 囲碁川柳&なぞかけ：春風亭華柳

### 2016年度
- 年間テーマ：「磨け初段の力」
- 進行・聞き手：戸島花
- 講師
  - 蘇耀国（日本棋院九段、2016年4月 - 同年9月）
  - 三村智保（日本棋院九段、同年10月 - 2017年3月）
- 解説
  - 林漢傑（日本棋院七段、2016年4月 - ）

### 2015年度
- 年間テーマ：「初段の常識」
- 進行・聞き手：戸島花
- 講師
  - 小松英樹（日本棋院九段、2015年4月 - 同年9月）
  - 林漢傑（日本棋院七段、同年10月 - 2016年3月）

### 2014年度
- 年間テーマ：「初段への道」
2012・2013年とは異なり4ヶ月毎に講師が交代するスタイルとなり、それぞれ「序盤」「中盤」「戦い」の3つの局面別に解説する。
- 進行・聞き手：戸島花
- 講師
  - 宮崎龍太郎（日本棋院六段（放送当時）、2014年4月 - 同年7月）
  - 水間俊文（日本棋院七段、同年8月 - 同年11月）
  - 宋光復（日本棋院九段、同年12月 - 2015年3月）

### 2013年度
- 年間テーマ：「万波姉妹の明日は勝てるマジカル手筋」
- 進行・聞き手：高杉瑞穂
- 講師
  - 万波奈穂（日本棋院二段、2013年4月 - 同年9月）
  - 万波佳奈（日本棋院四段、同年10月 - 2014年3月）

### 2012年度
- 統一テーマ：「13路盤でめざせ初段　勝利のパワーバランス」
- 進行・聞き手：きたろう
- 講師
  - 吉原由香里（日本棋院五段、2012年4月 - 同年7月。年度最終回にもビデオメッセージで登場した）
  - 吉田美香（関西棋院八段、同年8月 - 2013年3月）